# فلاش فورورد
فلاش فورورد (وميض من المستقبل) (بالإنجليزية: Flash Forward) هو مسلسل يدور في إطار من الخيال العلمي والأكشن والدراما أنتج من قبل هيئة الإذاعة الأمريكية.

## القصة
في 6 أكتوبر 2009 يحدث إغماء عالمي مسبباً لكل البشر فقدان الوعي والذي مدته دقيقتان و17 ثانية وهذا الإغماء العالمي مصحوب بأحلام مستقبلية سوف تحدد مصير البشر في يوم 29 أبريل 2010.
يبدأ اليوم كأي يوم عادي يبدأه محققان من الإف بي أي في مهمة سرية لتعقب أثار مجرمين وعندما يكتشف المدبرون أنهم مُتعقبون يهربون بعرباتهم وفجأة يغشى على الجميع. بعد الحادثة يصحو الشرطي مارك بينفورد (جوزيف فيانس) متفاجئاً لما حصل ولم يجد زميله ديميتري نوح (جون شو) الذي كان بجانبه في العربة ومن ثم يخرج من العربة ويجد أن جميع البشر حول العالم قد فقدوا الوعي جميعاً. وفي أثناء التحقيقات يُكتشف أن البشر قد رأوا مشهد مستقبلي صغير عما سيحدث في 29 أبريل 2010.

## وصلات خارجية
- فلاش فورورد على موقع IMDb (الإنجليزية)
- فلاش فورورد على موقع ميتاكريتيك (الإنجليزية)
- فلاش فورورد على موقع روتن توميتوز (الإنجليزية)
- فلاش فورورد على موقع كينوبويسك (الروسية)
- فلاش فورورد على موقع ألو سيني (الفرنسية)
- فلاش فورورد على موقع قاعدة بيانات الفيلم (الإنجليزية)
- www.imdb.com/title/tt1441135/
- www.tv.com/shows/flashforward/ نسخة محفوظة 2 نوفمبر 2011 على موقع واي باك مشين.